# جوي حكيم
جوي حكيم (بالإنجليزية: Joy Hakim)‏ هي مؤرخة أمريكية، ولدت في 16 يناير 1931.